# Джоки
Джо́ки (или джо́кси, джокстрэ́пы, спорти́вный банда́ж; англ. jockstrap) — это форма нижнего белья для мужчин, максимально схожая с танга или стрингами спереди, но полностью открытая сзади, фиксируемая специальными эластичными лямкам, проходящими снизу ягодиц. Джоки не ограничивают в движениях и служат для защиты мужских гениталий во время физической активности, а также при контактных видах спорта. Ныне используются и для повседневной носки.
Первые образцы были произведены в США для вело-курьеров, известны в употреблении как минимум с 1897 года.

## Описание
Состоят из широкого 2~3 дюйма тянущегося поясного ремня, «треугольника» с углублением в виде мешочка с центральным швом — для захвата мошонки, и двух эластичных лямок, прикреплённых к поясу слева и справа, проходящих под ягодицами и способствующих их небольшому подтягиванию, делая попу более упругой. Ягодицы при этом полностью обнажены. Таким образом, сзади изделие выглядит так, будто ткань, прикрывающая ягодицы была вырезана, а остались только резиновые лямки по краям.
Джоки оказывают должную защиту спортсменам-гонщикам, легкоатлетам, бегунам по пересечённой местности, игрокам в теннис и баскетбол. Для отдельных видов спорта существуют модели с зауженным 1-дюймовым поясом, их носят под шортами для бега, иногда надевают под борцовские майки.

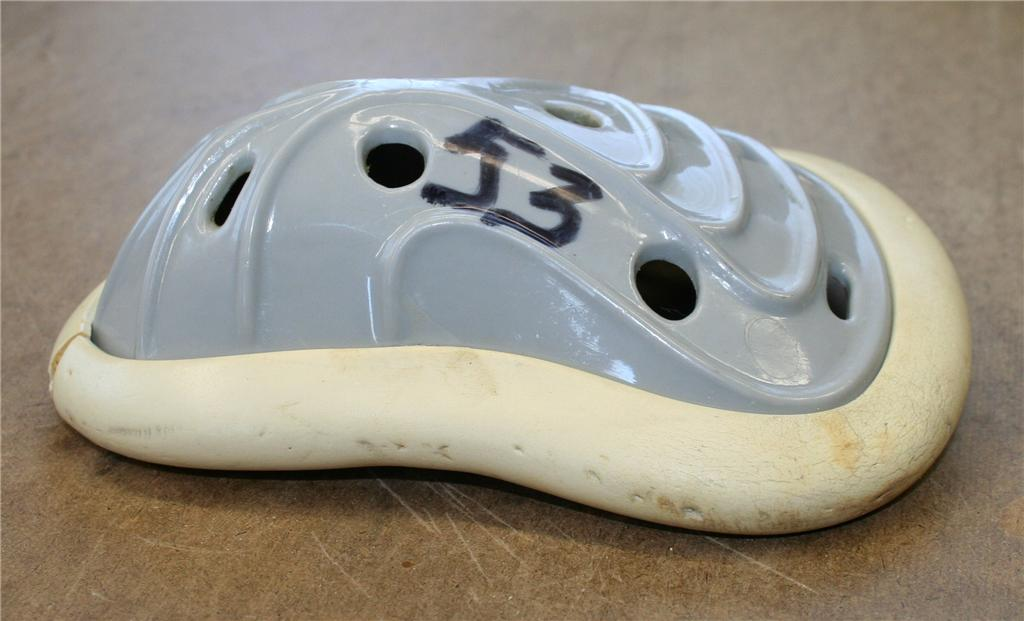
Анатомическая чашка образца 1950-х годов

Чтобы обеспечить бо́льшую защиту для гениталий, в специальный кармашек мешочка может быть вставлена специальная анатомическая чашка (англ. cup) из твёрдого пластика, металла или реже поролона. По краю чашки установлена эластичная упругая набивка, прилегающая к телу и поглощающая удары. Для вентиляции чашка обычно перфорирована небольшими отверстиями.
Для занятий малоконтактными видами спорта, такими, например, как футбол, предлагается более гибкая и удобная мягкая чашка. Вариант такой чашки имеет твёрдую внешнюю поверхностью и мягкую подкладку внутри. Жёсткая чашка обеспечивает дополнительную защиту паха при контактных видах спорта. Хоккеисты стали первыми, кто стал их использовать, некоторые вратари даже надевали двойные чашки, — шайба может развить скорость порядка 160 км в час.
Такие чашки желательны для игроков в регби, футбол, пейнтбол, лякросс, крикет и прочих командных видов. Для ловцов в бейсболе и в фехтовании использование жёстких чашек строго необходимо.
В силу своей конструкции джоки не допускают перегрева в паховой области, что способствует поддержанию мужского здоровья. Их можно рекомендовать носить в жаркую погоду. Известны также ветрозащитные модели для занятий зимними видами спорта, они дополнительно снабжены специальным слоем ткани. В последнее время стали больше использоваться и не в спортивных целях — для подчёркивания мужской паховой области в офисе, на свиданиях или танцполе. Специально для фетишистов существует кожаная линия джоков и т. п.

## История
В Европе со времён Средневековья доступным нижним бельём для мужчин долгое время оставались льняные брэ (англ. braies). Они не оказывали никакой поддержки мужским гениталиям, что позволяло мошонке в расслабленном состоянии неограниченный диапазон перемещений под одеждой и часто приводило к травмам во время движения в телегах, повозках, каретах с жёсткими деревянными сиденьями, а также при верховой езде, когда тело нередко принимало на себя удары о седло.

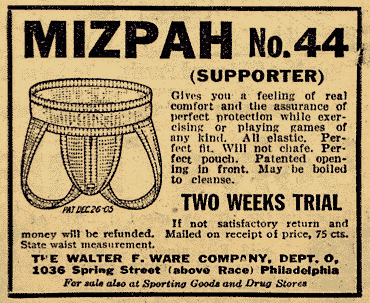
Реклама в американском журнале, 1922 год

Способ изолировать мошонку от сиденья или седла для предотвращения травм был найден примерно в начале 1820-х годов — суспензорий представлял собой небольшой тканевый мешочек, приподнимающий мошонку. Теперь суспензории используются в основном в медицинских целях после травм или чтобы помочь в послеоперационном заживлении при хирургическом вмешательстве на половые органы (варикоцеле, гидроцеле, сперматоцеле, паховая грыжа).
Непосредственными предшественниками джоков в США были изделия из прорезиненной хлопчатобумажной ткани, получившие название — «пояс скромности», — мужчины носили их на пляжах под шерстяными купальными костюмами из соображений пуританской этики — они сжимали, сглаживали и прикрывали неизбежный рельеф мужской анатомии. В 1860-х годах в тех же целях «пояса скромности» обязали носить под своей униформой и американских спортсменов.
В 1874 году к американским производителям спортивных товаров поступила просьба от Бостонского спортивного клуба, — целевой аудиторией были велосипедные курьеры Бостона, вынужденные разъезжать по его мощёным улицам. Традиционное нижнее бельё от контакта с сиденьем вызывало у них натирания и волдыри. Выход был найден в 1897 году, когда Чарльз Беннетт из чикагской компании Sharp & Smith разработал первый образец джоков, а компания Bennett Bike Web Company, ставшая позже известной как BIKE Company, запатентовала и начала их массовое производство.
Первое активное продвижение джоков на потребительский рынок состоялось в 1902 году. Каталог компании-производителя утверждал, что с медицинской точки зрения джоки показаны всем мужчинам, занимаются ли они спортом или иной напряжённой деятельностью. В 1927 году канадская компания Гелф Эластик Хосиери добавила к джокам жёсткую анатомическую чашку, в которую свободно входили мужские гениталии.

…без сомнения, большинство современных соревновательных видов спорта просто никогда бы не развились в том виде, в каком мы их знаем, если бы не джоки.
— James Villas, «Краткая история спортивного бандажа» 1974
До недавнего времени дизайн джоков оставался практически неизменным — вязаный мешочек, приподнятый на широком эластичном поясе и два ремня-лямки, идущими от паха через ягодицы к поясу по бокам. Последние два десятилетия XX века наблюдался спад интереса к джокам, что было вызвано появлением и распространением компрессионных шорт. Но в первые годы XXI века отдельные дизайнеры и ведущие дома моды представили собственные оригинальные линии джоков, чем возродили к ним новый интерес. Инновации связаны также с появлением новых материалов и технологий изготовления, в частности чашек из супервентилируемых сеток, антибактериальных подкладок, отводящих влагу на внешние поверхности одежды и так далее.
Джоки по-прежнему имеют самую большую «базу поклонников» в Северной Америке, давно став популярными также среди геев и бисексуальных мужчин, появились и джоки-фетишисты.

## Комментарии
1. ↑  Защита вратаря стала отдельной задачей — кроме паховой и брюшной полости она включает внутренние накладки на бедра, перчатки, нагрудную амортизацию, шлем и так далее.
2. ↑  Отсюда этимология слова джоки — jockey, одно из значений в английском языке с XVII века — «наездник».
3. ↑  В 1867 году из-за отказа выйти на поле в «поясах скромности» спортивная команда Чикаго была снята с соревнований и проиграла.